# تيزكي نوزاليم (إيغرم ن أوكدال)
تيزكي نوزاليم هي إحدى مشيخات المملكة المغربية، تتبع جغرافيا لإقليم ورززات وإداريًا لإيغرم ن أوكدال. يقدر عدد سكانها بـ 5056 نسمة حسب الإحصاء الرسمي للسكان والسكنى لسنة 2004.